# Trifluormethylace
Trifluormethylace je v organické chemii obecně jakákoliv reakce, při níž dochází k připojení trifluormethylové skupiny na organickou sloučeninu.
Trifluormethylované sloučeniny mají určitý význam při výrobě léčiv a agrochemikálií; příklady takových léčiv jsou fluoxetin, leflunomid, nulitamid, dutasterid, fipronil, fluazinam, fluridon a triflurazin, u agrochemikálií například trifluralin.

## Historie
První výzkum trifluormethylových skupin, obzvláště jejich biologické aktivity, byl proveden roku 1927. Další podobný výzkum proběhl v roce 1958. Trifluormethgylační reakci popsal roku 1892 Frédéric Swarts, zde šlo o reakci založenou na fluoridu antimonitém. Při tomto postupu reaguje benzotrichlorid s SbF3 za vzniku C6H5CF2Cl a C6H5CF3. Ve 30. letech 20. století byl SbF3 nahrazen fluorovodíkem. Při McLoughlinově-Throwerově reakci, vyvinuté v roce 1968, se používají jodfluoralkany, jodované aromatické sloučeniny a měď. Roku 1969 byla popsána další metoda, při níž docházelo k trifluormethylaci.
| McLoughlinova-Throwerova reakce        |
| McLoughlinova-Throwerova reakce (1968) |

## Činidla

### Trifluormethyltrimethylsilan
Přípravu trifluormethyltrimethylsilanu popsal Ingo Ruppert roku 1984. V roce 1989 byla zmíněna aktivace TMSCF3 fluoridem za úřelem provedení nukleofilní trifluormethylace karbonylových sloučenin. V témže roce byla popsána také obdobná reakce sloužící k přípravě trifluormethylovaných fenolů a anilinů a od té doby je TMSCF3 běžně používaným nukleofilním trifluormethylačním činidlem.
Jako příklad lze uvést trifluormethylaci cyklohexanonu v tetrahydrofuranu pomocí tetrabutylamoniumfluoridu.
| Trifluormethylace cyklohexanolu                            |
| Trifluormethylace za použití trifluormethyltrimethylsilanu |

Substráty mohou být arylhalogenidy. (Trifluormethyl)trimethoxyboritan draselný použitý při těchto reakcích se získává z B(OMe)3, CF3SiMe3 a fluoridu draselného.
Byla také popsána reakce s využitím funkcionalizace arylů aktivací vazeb C-H.

### Trifluoroctan sodný
Trifluoroctan sodný byl jako reaktant při trifluormethylacích poprvé použit v roce 1981; substráty byly arylhalogenid s jodidem měďným.

### Trifluormethan
Fluoroform (CF3H) byl použit jako činidlo k trifluormethylaci aldehydů za přítomnosti silné zásady.
| Trifluoromethylace za použití fluoroformu |
| Trifluoromethylace za použití fluoroformu |

### Trifluorjodmethan
Trifluorjodmethan se používá jako reaktant při aromatických párovacích reakcích a rovněž při reakcích enonů (například chalkonu) s diethylzinkem za přítomnosti Wilkinsonova katalyzátoru:
| Trifluormethylace s trifluorjodmethanem                               |
| Trifluormethylace za použití diethylzinku a Wilkinsonova katalyzátoru |

### Trifluormethylsulfon a trifluormethylsulfoxid
K trifluormethylaci elektrofilů lze použít trifluormethylsulfon (C6H5SO2CF3) nebo trifluormethylsulfoxid (C6H5SOCF3).

### Trifluormethansulfonylchlorid
Trifluormethansulfonylchlorid (CF3SO2Cl, také nazývaný triflylchlorid) je možné velmi účinně použít na trifluormethylaci aromatických a heteroaromatických molekul, včetně některých léčiv. Při této reakci se používá fotoredoxní katalyzátor a zdroj světla; vše probíhá při pokojové teplotě.

### Trifluormethansulfinát sodný
Trifluormethansulfinát sodný (CF3SO2Na) byl jako trifluormethylační činidlo poprvé použit v roce 1991. Při tomto procesu je nutné použití terc-butylhydroperoxidu a většinou i kovu; reakce probíhá radikálovým mechanismem. Uvedený reaktant je možné použít i na heterocyklické substráty.
| Trifluormethylace pomocí trifluormethansulfinátu sodného |
| Trifluormethylace pomocí trifluormethansulfinátu sodného |

### Umemotova činidla
Umemotova činidla jsou (trifluormethyl)dibenzoheterocyklické soli.

### Organokovové sloučeniny
Byla připravena řada kovových komplexů obsahujících skupinu CF3-, přičemž některé z nich se hodí k trifluormethylaci. Patří k nim například (trifluormethyl)lithium (CF3Li), jež lze připravit iontoměniči; ovšem i za nízkých teplot je nestabilní, rozkládá se na fluorid lithný a difluorkarben. Vhodnější vlastnosti vykazují trifluormethylměďnatá činidla ; ty se připravují přímo na místě reakcí trifluormethyljodidu (CF3I) s práškovou mědí v polárních rozpouštědlech. Hg(CF3)2, prepared by decarboxylation of the trifluoroacetate, has proven useful for the trifluoromethylation of other metals.

## Typy trifluormethylačních reakcí

### Aromatické párovací reakce
U párovacích reakcí aromatických sloučenin s trifluormethyl-kovovými komplexy se jako katalyzátor obvykle používá měď, palladium a nikl jsou méně časté. Při McLoughlinově-Throwerově reakci (vyvinuté roku 1962) reaguje jodbenzen s trifluorjodmethanem (CF3I) a práškovou mědí v dimethylformamidu při 150 °C a tvoří se trifluormethylbenzen; meziproduktem je přitom perfluormethyl-kovový komplex.
V reakci, popsané roku 1982, katalyzované octanem palladnatým se používá práškový zinek, meziproduktem by měl být CF3ZnI, aktivním katalyzátorem je kovové palladium.
První párovací reakce katalyzovaná mědí byla popsána v roce 2009, použity byly aryljodidy, trifluormethylsilan, jodid měďný a 1,10-fenantrolin. Jako donor CF3 lze použít též (trifluormethyl)trimethoxyboritan draselný, arylborité kyseliny, soli trifluormethylsulfonových kyselin nebo fenntrolin-trifluormethylměďný komplex.
Roku 2010 byla popsána reakce arylhalogenidů, (trifluormethyl)triethylsilanu a dimeru allylpalladiumchloridu katalyzovaná palladiem.
| Aromatická trifluormethylace popsaná roku 1982 | Aromatická trifluormethylace popsaná roku 2009 |
| Aromatická trifluormethylace popsaná roku 1982 | Aromatická trifluormethylace popsaná roku 2009 |

### Radikálová trifluormethylace
Při radikálové trifluormethylaci je aktivní látkou trifluormethylový radikál; jako činidla se nejčastěji používaly bromtrifluormethan a haloformy, ovšem s ohledem na Montrealský protokol byly vyvinuty alternativy jako například trifluorjodmethan; používá se také směs trifluorjodmethanu a triethylboranu nebo trifluormethansulfinát sodný a bis(trifluoracetyl)peroxid.
| Příprava trifluordodekanonu                                               |
| Trifluormethylace za použití CF3I a triethylboranu Zásadou je 2,6-lutidin |

V radikálu CF3 je atom fluoru, díky indukčnímu efektu a omezené možnosti odevzdat elektron, skupinou odtahující elektrony. Na rozdíl od methylového radikálu má čtyřstěnný tvar s velkou přechodovou bariérou, disponuje větší elektrofilitou a je též reaktivnější (například při reakci se styrenem 440krát). V roce 1949 byla popsána fotochemická reakce trifluorjodmethanu s ethenem za vzniku 3-jod1,1,1-trifluorpropanu.
K látkám či směsím, o kterých je známo, že mohou být použity na přímou trifluormethylaci arenů, patří CF3I, CF3Br, trifluoroctan stříbrný s TiO2 a trifluormethansulfinát sodný s Cu(OSO2CF3)2/tBuOOH.

### Nukleofilní trifluormethylace
V nukleofilní trifluormethylaci je aktivní látkou anion CF -
3 , o kterém se však předpokládá, že je pouze přechodným produktem a tak jej není možné izolovat, i když byla zachycena a popsána jeho sloučenina s kationtem [K(18-crown-6)]+.
Pozorování trifluormethyového aniontu je obtížné z důvodu jeho silně zásadité povahy a snahy vytvořit pětinásobně koordinované sloučeniny s křemíkem, například [(CH3)3Si(CF3)2]− nebo [(CH3)3Si(F)(CF3)]−; příkladem může být reaktivita fluoroformu za přítomnosti silné zásady jako je terc-butoxid draselný s karbonylovými sloučeninami v dimethylformamidu (DMF), kdy CF -
3  reaguje s DMF za vzniku hemiaminolátového aduktu.([Me2NCH(O)CF3]K).
| Trifluormethylace s využitím methylfluorsulfonyldifluoroctanového aniontu                         |
| Trifluormethylace s využitím methylfluorsulfonyldifluoroctanového aniontu; meziproduktem je CF3Cu |

### Elektrofilní trifluormethylace
Při elektrofilní trifluormethylaci má donor trifluormethylové skupiny kladný náboj. Tvorba kationtu CF +
3  byla označena za „velmi obtížnou“. První odpovídající činidla, diaryl(trifluoromethyl)sulfoniové soli (Ar2S+CF3SbF6−) byla připravena roku 1984 reakcí aryltrifluormethylsulfoxidu 1 s SF 3
+ SbF −
6  následovanou reakcí s arenem bohatým na elektrony. tato látka se používala k trifluormethylaci thiofenolátů. Tetrafluorboritan S-(trifluormethyl)dibenzothiofenia představuje komerčně dostupné trifluormethylační činidlo fungující stejným způsobem; poprvé byl připraven v roce 1990. U tohoto druhu sloučenin může být síra nahrazena kyslíkem, selenem nebo tellurem. Jako substráty je možné použít například pyridin, anilin, trifenylfosfin a lithnou sůl fenylacetylenu.
| 5-(trifluormethyl)dibenzothiofeniumtrifluormethansulfonát | Tetrafluorboritan 5-(trifluormethyl)dibenzothiofenia | 3,3-dimethyl-1-(trifluormethyl)-1,2-benziodoxol |
| 5-(trifluormethyl)dibenzothiofeniumtrifluormethansulfonát | Tetrafluorboritan 5-(trifluormethyl)dibenzothiofenia | 3,3-dimethyl-1-(trifluormethyl)-1,2-benziodoxol |

Další skupinou donorů trifluormethylové skupiny jsou hypervalentní sloučeniny CF3 s trojmocným jodem jako například 3,3-dimethyl-1-(trifluoromethyl)-1,2-benziodoxol. Substráty zde mohou být thioly, alkoholy, fosfiny, areny, neaktivované alkeny a nenasycené karboxylové kyselny.
| Příprava (R)-2-amino-3-(trifluormethylthio)propanoát-hydrochloridu pomocí Togniova činidla |
| Trifluormethylace na thiolové skupině pomocí hypervalentního jodu                          |

## Asymetrická trifluormethylace
Během asymetrické trifluormethylace se trifluormethylová skupina na substrát připojuje enantioselektivně. K dosažení enantioselektivity lze použít Ruppertova činidlo, s nímž je možné připravit deriváty chirálních aminokyselin, sacharidů a steroidů.
Jako katalyzátory se také používají chirální amoniumfluoridy.
K prvním popsaným elektrofilním asymetrickým trifluormethylacím patří například reakce enolátů kovů s trifluormethylchlakogenovými solemi za přítomnosti chirálního katalyzátoru s obsahem boru.
| Asymetrická trifluorace popsaná v roce 1994 | Asymetrická trifluorace popsaná v roce 2003 |  |
| Asymetrická trifluorace popsaná v roce 1994 | Asymetrická trifluorace popsaná v roce 2003 |  |

Později byly objeveny velmi enantioselektivní metody α trifluormethylace aldehydů karbonylových sloučenin pomocí fotoredoxních katalyzátorů, například tris(bipyridin)chloridu ruthenatého nebo jodonia.
Trifluormethylaci je možné provést i u β ketoesterů a též u enolátů zirkonia, v tomto případě probíhá jako radikálová adice, katalyzovaná sloučeninami ruthenia.